# Большемаресевский район
Большемаресевский район — упразднённая административно-территориальная единица в составе Горьковского края, Горьковской и Арзамасской областей, существовавшая в 1935—1957 годах. Центр — село Большое Маресьево.
Большемаресевский район был образован в январе 1935 года в составе Горьковского края.
В состав района вошли следующие территории:
- из Большеболдинского района: Кондрыкинский, Сумароковский сельсоветы;
- из Гагинского района: Зверевский, Ивковский, Ляпнинский, Ушаковский сельсоветы;
- из Лукояновского района: Большемаресевский, Большеудинский, Глушенский, Елфимовский, Итмановский, Какинский, Кельдюшевский, Краснополянский, Малополянский, Никулинский, Пичингушский, Чиргушский сельсоветы;
- из Починковского района: Большеполянский сельсоветы[3].

В 1936 году Большемаресевский район район вошёл в состав Горьковской области.
В январе 1954 года Большемаресевский район район вошёл в состав Арзамасской области.
В июне 1954 года Глушенский сельсовет был присоединён к Итмановскому сельсовету, Зверевский — к Ляпинскому, Кондрыкинский — к Большеполянскому, Краснополянский — к Елфимовскому, Малополянский — к Большемаресевскому, Пичингушский — к Ушаковскому, Большеудинский и Сумароковский — к Ивковскому, Чиргушский — к Никулинскому.
В апреле 1957 года Большемаресевский район возвращён в Горьковскую область.
В ноябре 1957 года Большемаресевский район район был упразднён. При этом Ивковский и Кельдюшевский сельсоветы были переданы в Большеболдинский район; Итмановский, Какинский, Ляпинский и Ушаковский сельсоветы — в Гагинский район; Большемаресевский, Елфимовский и Никулинский сельсоветы — в Лукояновский район; Большеполянский сельсовет — в Починковский район.